# (52589) Montviloff
(52589) Montviloff (1997 PY3) – planetoida z pasa głównego asteroid okrążająca Słońce w ciągu 3,57 lat w średniej odległości 2,33 j.a. Odkryta 12 sierpnia 1997 roku.